# Brusnik (Chorwacja)
Brusnik – wieś w Chorwacji, w żupanii pożedzko-slawońskiej, w mieście Pakrac. W 2011 roku liczyła 19 mieszkańców.